# Мартенс, Фёдор Фёдорович
Фёдор Фёдорович Ма́ртенс (рожд. Friedrich Fromhold Martens; 15 [27] августа 1845, Пернов, Лифляндская губерния — 6 (19) июня 1909, Валк, Лифляндская губерния) — российский учёный-правовед, родился в бедной семье балтийских немцев, не имевшей дворянского титула, специалист в области международного права, дипломат, член Совета Министерства иностранных дел Российской империи (с 1881 года).
Автор фундаментального труда в области международного права «Современное международное право цивилизованных народов» (1882), один из организаторов созванных по инициативе Николая II Гаагских мирных конференций 1899 и 1907 годов, вице-президент Европейского института международного права (1885), член «Постоянной палаты третейского суда» в Гааге. Автор концепции мирного разрешения международных споров, действующей по сей день.

## Биография

### Происхождение
Фридрих (Фёдор) Мартенс родился в городе Пернове Лифляндской губернии (ныне Пярну (эст.) Pärnu, Эстония) 15(27) августа 1845 года в бедной семье. Его отец, Фридрих Вильгельм Мартенс, бывший церковный кистером в Аудеме, после переезда в 1845 в Пернов работал портным и судебным служащим. Его мать, Тереза Вильгельмина Кнаст, была родом из Пернова. Ребёнком был крещен в евангелическо-лютеранской церкви Св. Николая и при крещении получил имя своих крестников — титулярного советника Фридриха фон Клувера и нотариуса Фремхольда Древника, о чём сохранилась запись в церковной книге. С 1855 года, со времени сиротской школы в Санкт-Петербурге, был записан в немецкий приход св. Петра.

### Детство и юность
В возрасте пяти лет он лишился отца, а четыре года спустя стал круглым сиротой. В том же 1854 году по инициативе и с помощью пярнуских церковнослужителей его направили в Санкт-Петербург (по некоторым сведениям до этого он воспитывался в семье родственников), где в январе 1855 года был определён, в Сиротский приют, состоящий при Главном немецком училище Св. Петра — St.Petri-Schule. Во время учёбы юный Мартенс зарекомендовал себя как талантливый и способный ученик. Со временем за отличные успехи в процессе обучения он был переведен из школы сиротского дома в Главное немецкое училище Св. Петра.
В училище Мартенс проявил большие способности историка, и именно поэтому тамошние учителя уговаривали его стать словесником. Но несмотря на уговоры, сразу после блестящего окончания в 1863 году полного гимназического курса он поступил на юридический факультет Императорского Санкт-Петербургского университета.

### Студенчество

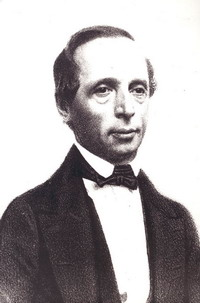
И. И. Ивановский, учитель Ф. Ф. Мартенса

В университете Мартенс также отличался одаренностью, успехами и примерным поведением. По сведениям современников, во время обучения в университете Ф. Ф. Мартенс увлекался уголовным правом, однако своё выпускное сочинение он посвятил проблемам международного права. Он назвал свою работу «Об отношениях между Россией и Оттоманской империей в царствование Императрицы Екатерины II». Видимо благодаря именно этой работе декан юридического факультета Игнатий Иакинфович Ивановский разглядел в начинающем юристе талант международника. В результате, когда Мартенс пришёл к Ивановскому, чтобы посоветоваться насчет того, на какой кафедре ему продолжать обучение в аспирантуре, декан убедил его готовиться к профессорскому званию по кафедре Международного права. При этом И. И. Ивановский сказал молодому человеку: «Итак, теперь и у нас будет наш собственный Мартенс», намекая на двух известных юристов, носивших ту же фамилию.

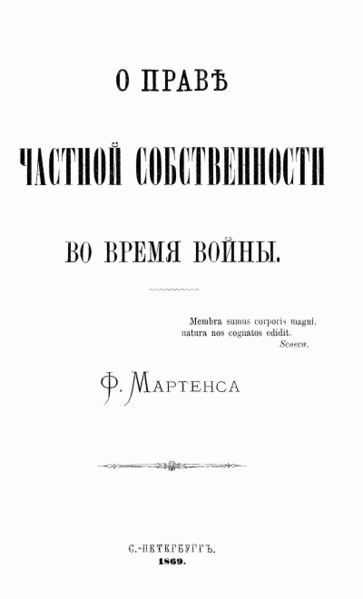
Магистерская работа Мартенса

С сентября 1867 года, Ф. Ф. Мартенс был оставлен при университете с главной задачей — усердно двигать науку международного права, которая в то время получала своё активное развитие. С этой целью молодой ученый сосредоточился не на сдаче магистерского экзамена, а на написании работы для получения магистерской степени. В конце 1868 года Мартенс подал в рукописях на Юридический факультет своё первое основательное сочинение под названием: «О праве частной собственности во время войны». В апреле 1869 года, после одобрения этого сочинения деканом Юридического факультета Ивановским и согласия на получения степени магистра Международного права, данный труд был опубликован. Спустя месяц Ф. Ф. Мартенс успешно сдал магистерский экзамен и получает первую ученую степень. Сразу после этого по рекомендации проф. Ивановского Министерство народного просвещения направило за границу молодого учёного перенимать опыт в области международного права. Именно в этот период он посещал лекции выдающихся учёных своего времени Л. фон Штейна и И. Блюнчли.

### Молодость
В 1871 году руководство Императорского Санкт-Петербургского университета направило Мартенсу письмо с предложением вернуться в Санкт-Петербург и возглавить кафедру Международного права, поскольку проф. Ивановский не был повторно избран на этой должности на новое пятилетие. Его учитель остался профессором Международного права в Императорском Александровском лицее, до 1880 года. По настоянию Ф. Ф. Мартенса, советом Санкт-Петербургского университета Ивановский был избран в почётные члены вуза в 1873 году.
В январе 1871 года Мартенс был утвержден попечителем Санкт-Петербургского учебного округа в звании штатного доцента. Его первая лекция состоялась 28 января 1871 года и называлась «О задачах современного международного права». В ней он предпринял попытку научного обоснования молодой науки международного права. Он указывал, что её развитие происходит с учётом социального и политического прогресса государств, что непосредственно связано и с историей международных отношений. Со временем свет увидел фундаментальный, на то время, труд — двухтомный курс под названием «Современное право цивилизованных народов».
В 1873 году Мартенс защитил докторскую диссертацию «О консулах и консульской юрисдикции на Востоке». А спустя три года его назначили ординарным профессором Императорского Санкт-Петербургского университета, в котором он оставался трудиться до 1905 года.

### Зрелость
22 декабря 1879 года Мартенс женился на Катарине-Марии-Луизе (Екатерине Николаевне) Тур дочери санкт-петербургского сенатора, тайного советника Николая Андреевича Тура. Она родилась в 1861 году. Со времени вступления в брак он именовал себя как Фёдор Фёдорович Мартенс (до свадьбы его имя звучало как Фридрих Фромхольд). От брака у него был один сын и три дочери. Екатерина Николаевна скончалась в 1913 году.
Уже с 1869 года Мартенс активно взаимодействовал с Министерством иностранных дел России.
По докладу государственного канцлера от 5 декабря 1873 года Александр II поручил Мартенсу заняться составлением сборника всех международных договоров, которые когда-либо заключала Россия с другими государствами. И уже в следующем, 1874 году, вышел первый том «Собрания трактатов и конвенций, заключенных Россиею с иностранными державами». Для выполнения этой работы Мартенсу была предоставлена возможность работать во всех архивах министерства иностранных дел. В этом же году он принял участие, вместе с бароном Жомини и генералом Г. А. Леером на Брюссельской конференции, созванной Императором Александром II для кодификации законов и обычаев войны.

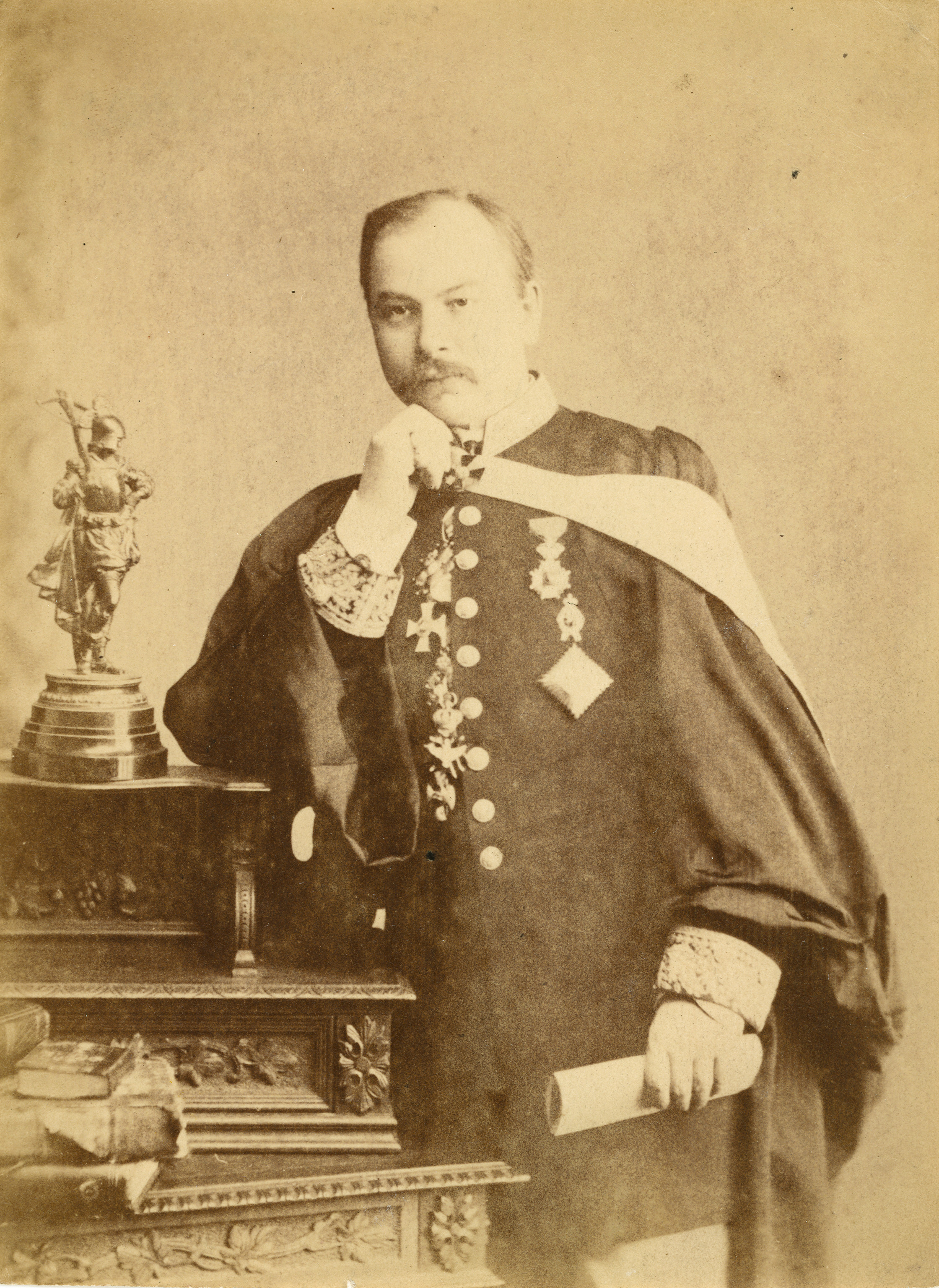
Фёдор Фёдорович Мартенс в 1880 году

В 1879 году Мартенс был назначен чиновником особых поручений при государственном канцлере А. М. Горчакове, а спустя два года в 1881 году — непременным членом Совета Министерства.
С осени 1886 года Мартенс начал преподавание международного права в Императорском Александровском лицее. С этого же года он состоял членом Российского общества Красного Креста.
Позже началась активная фаза участия Мартенса в различного рода международных событиях. Начиная с 80-х годов XIX века он представлял Россию почти на всех значимых международных конференциях, как например Брюссельская конференция 1889 о торговле и морском праве, конференция о борьбе с рабством, также проходившая в Брюсселе в 1889—1890 годах. Кроме того, начиная с 1884 года и вплоть до своей смерти он участвовал почти во всех международных конференциях Красного Креста. Мартенс дважды избирался вице-президентом Института международного права в г. Генте (Бельгия), активным членом которого являлся с его основания.
В 1893 и 1894, 1900 и 1904 годах он выступал в качестве делегата правительства на Гаагской конференции, созванной Нидерландским правительством для определения основных принципов международного частного права.
Одной из величайших заслуг Ф. Ф. Мартенса было проведение по инициативе России Гаагских конференций мира 1899 года и 1907 года, которые положили начало мировому процессу установления правил ведения войны и мирного урегулирования международных споров.
За свои заслуги в сфере гуманитарного права, а также за участие в качестве посредника в различного рода международных конфликтах, в период с 1901 года по 1908 год Ф. Ф. Мартенс номинировался на Нобелевскую премию мира. Согласно официальному онлайн-архиву Нобелевской премии мира (раскрывшему на данный момент номинантов за 1901—1967 гг.) он имеет наибольшее число (24) номинаций на премию мира, как среди номинантов из Российской империи, так и среди номинантов из СССР, вместе взятых.
В 1909 году вышел последний, пятнадцатый том «Собрания трактатов и конвенций, заключенных Россиею с иностранными державами», заключающей в себе международные акты России с Францией с 1822 года по 1906 год.
Жизненный путь этого выдающегося ученого прервался 7 июня 1909 года по пути в Петербург. Он скончался на железнодорожной станции Валк Лифляндской губернии от внезапной остановки сердца.
Ф. Ф. Мартенс был похоронен 11 июня на Волковском лютеранском кладбище.

## Вклад в развитие международного права
Ф. Ф. Мартенс пользовался мировой известностью как учёный ещё при жизни. За свой вклад в науку Мартенса часто называют ученым мирового уровня
Он внес огромный вклад в дело развития и нормативного закрепления идей и принципов гуманитарного права. Ряд положений до сих пор действующих конвенций по международному гуманитарному праву — это продукт грандиозной работы, проделанной учёным.
Мартенс принадлежал к доминировавшему в то время направлению в науке международного права — позитивизму.

### Общие положения
В своей докторской диссертации «О консулах и консульской юрисдикции на Востоке» он исследовал законы международной администрации. По мнению Мартенса, международные отношения необходимо изучать не изолированно, а в их естественной связи с юридическими учреждениями отдельных государств и разнообразными как духовными, так и экономическими интересами общества. Степень свободы человеческой личности являлась для Мартенса мерилом интенсивности участия государства в международных сношениях.

Только то государство, в котором личность получила признание своих прав, может стать членом правильно организованного международного общения.
— Ф. Ф. Мартенс
Именно такой позицией обусловлен подход Мартенса ко взаимоотношению с неевропейскими странами, в которых он считал степень человеческой свободы значительно ниже по сравнению с Европой. К таким странам он предлагал применять не международное, а «естественное право», содержания которого он не определял.
Исходя из данных воззрений и была построена его система международного права, что нашло отображение в знаменитом курсе «Современное международное право цивилизованных народов», которое определяют как первое в России самостоятельное и полное руководство по международному праву.
Мартенс был сторонником частичного отказа от суверенитета в пользу создания новый формы международного общения. Он указывал, что современный «порядок очевидно не может иметь своим верховным принципом суверенную независимость каждого отдельного государства, ибо это начало неминуемо приводит к господству и оправданию противных праву исключительных интересов в области международных отношений». По сути он подразумевал создание международной организации.

### Развитие отрасли гуманитарного права

Ф. Ф. Мартенс в мантии профессора

Огромный вклад учёного касался правовых проблем ведения войны и мирного разрешения споров между государствами. Развивая идеи построения сообщества государств без вооружённых конфликтов, Мартенс приходил к выводу, что

«прогрессирующее развитие человечества неизбежно будет вести ко все более интенсивному общению государств и тем самым — к упрочению и совершенствованию международного управления… постепенная работа международного права по созданию в мировом сообществе правопорядка, отвечающего достижениям человеческой цивилизации, и постепенное развитие международного управления, которое скрепляет мирное сотрудничество народов, — вот путь к установлению вечного мира на земле, путь сложный, не скорый, но единственно верный и реальный»
— Ф.Ф.Мартенс
Основным стремлением Мартенса было желание ограничить средства ведения войны и признание необходимости официального объявления войны противнику. Нейтралитет как институт права войны также находился в центре его научного внимания. Он отмечал, что мирное население и лица, которые не в состоянии продолжать участие в войне, должны находиться под защитой международного права.

### Декларация Мартенса
Большинство теоретических разработок Мартенса легли в основу Конвенции о законах и обычаях сухопутной войны, которая была принята на мирной конференции в Гааге 1899 года, созванной по инициативе России. В частности, Мартенсом было внесено предложение о правомерности партизанской войны, включённое в преамбулу Конвенции. Так, части шестая, седьмая и восьмая Преамбулы традиционно именуется Декларацией Мартенса.
В частности, она гласит:

«В настоящее время оказалось, однако, невозможным прийти к соглашению относительно постановлений, которые обнимали бы все возникающие на деле случаи.
С другой стороны, в намерения Высоких Договаривающихся Держав не могло входить, чтобы непредвиденные случаи, за отсутствием письменных постановлений, были предоставлены на произвольное усмотрение военачальствующих.
Впредь до того времени, когда представится возможность издать более полный свод законов войны, Высокие Договаривающиеся Стороны считают уместным засвидетельствовать, что в случаях, не предусмотренных принятыми ими постановлениями, население и воюющие остаются под охраною и действием начал международного права, поскольку они вытекают из установившихся между образованными народами обычаев, из законов человечности и требований общественного сознания»
— части шестая, седьмая и восьмая Преамбулы Конвенции о законах и обычаях сухопутной войны (5/18 октября 1907 года, IV Гаагская Конвенция
Её суть заключается в том, что она охватывает своим действием все ситуации, которые на определённый момент не урегулированы международным правом. Также Декларация Мартенса была закреплена в статье 1 Дополнительного протокола 1977 года к Женевским конвенциям о защите жертв войны 1949 года. На сегодня Декларация Мартенса означает, что в случаях, которые не подпадают под действие норм договорного права, гражданские лица остаются под защитой принципов международного права, вытекающих из установившихся обычаев, принципов гуманности и велений общественной совести.

## Участие Ф. Ф. Мартенса в международных конференциях

### Брюссельская конференция по определению и кодификации законов и обычаев войны 1874
Брюссельская конференция 1874 года была первой попыткой кодифицировать законы и обычаи войны. Она состоялась с 15(27) июня по 15(27) августа 1874 года в Брюсселе по инициативе Александра II. Важную роль в проведении этой конференции сыграл Ф. Ф. Мартенс, который по сути является автором проекта Конвенции о законах и обычаях сухопутной войны, которая предлагалась государствам-участникам конференции для подписания. В своей работе над проектом Конвенции учёный руководствовался принципами, которые содержались в Петербургской конвенции 1868 года, а также многими общепризнанными международными обычаями и в целом международным правом того времени.
В проекте Конвенции предусматривалась подробная регламентация прав воюющих сторон в отношении друг друга и частных лиц, а также порядок сношений между воюющими сторонами и разрешения вопроса о репрессалиях. В результате обсуждения представители государств-участников в подавляющем большинстве отказались поддержать предложенный проект. В итоге конференция приняла Брюссельскую декларацию, содержащую положения проекта Конвенции, которая по своей сути являлась лишь рекомендациями.
В своей монографии Ф. Ф. Мартенс отмечал, что «труды брюссельской конференции никогда не будут забыты, всегда будут иметь благодеятельное влияние на военные действия и никогда не могут быть вычеркнуты из истории русской политики, направленной к достижению истинно гуманных и великодушных целей».
Несмотря на то, что положения Декларации так и остались лишь рекомендательными по своему характеру, сам по себе факт проведения конференции был чрезвычайно важен, поскольку представлял собой первую в истории международных отношений попытку кодификации законов и обычаев сухопутной войны.
Некоторые положения результатов Брюссельской конференции легли в основу Гаагских конвенций и деклараций 1899.

### Берлинская конференция по Африке 1884—1885
Созыв конференции был вызван столкновением интересов Европейских государств в центральной Африке. Летом 1884 года бельгийский король Леопольд II установил контроль над большей частью бассейна реки Конго. Свои базы там создала Франция, а Англия поддержала приобретения Португалии. В результате этого возникла конфликтная ситуация. Канцлер Германии Бисмарк в циркулярной ноте от 24 сентября 1884 года предложил провести в Берлине конференцию и обсудить такие вопросы как:
- установление свободы судоходства по реке Конго
- распространения на реки Конго и Нигер правил свободной торговли, провозглашенных Венским конгрессом 1815 года;
- определение правил занятия свободных земель в Африке.

Конференция прошла в Берлине с 15 ноября 1884 года по 26 февраля 1885 года. В конференции участвовали представители Австро-Венгрии, Бельгии, Великобритании, Германии, Дании, Испании, Италии, Нидерландов, Португалии, России, США, Турции, Франции и Швеции. В российскую делегацию входил Ф. Ф. Мартенс.
Выступая на конференции он отмечал, что конференция «должна занять выдающееся место в истории мирного распространения европейской культуры и цивилизации среди полудиких народов». По результатам работы конференции он написал обширную статью в известный в то время журнал Вестник Европы под названием «Африканская конференция в Берлине. Колониальная политика современных государств».
Результаты работы конференции также были отражены Ф. Ф. Мартенсом в его труде «Собрание трактатов и конвенций, заключённых Россиею с иностранными державами».

### Гаагские конференции мира 1899 и 1907
На первой и второй мирных конференциях в Гааге, созванных по инициативе России в 1899 и 1907 годах, были приняты международные конвенции о законах и обычаях войны, заложившие основу комплекса норм международного гуманитарного права. На Второй Гаагской конференции была поддержана идея Николая II о создании Лиги наций. По мнению Ф. Ф. Мартенса, мирная инициатива России преследовала две цели: предупреждать войны путём миролюбивого обсуждения международных споров и условий ограничения вооружений и, если война всё-таки началась, вести её «в установленных международными соглашениями рамках наибольшей гуманности и наименьших потерь для участвующих народов». Россия председательствовала на обеих конференциях.

На Первой Гаагской конференции Ф. Ф. Мартенс разрабатывал принципы мирного разрешения международных споров, а на второй возглавлял комиссию по морскому праву, принятием 8 конвенций заложившую основу этого раздела международного права.

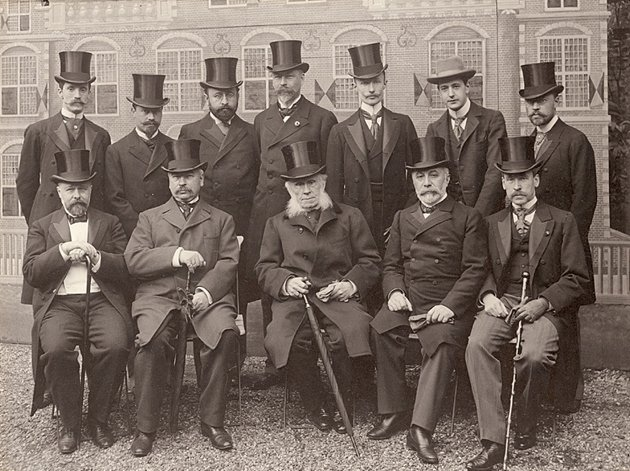
Российская делегация на Гаагской конференции 1889 года. Ф. Ф. Мартенс сидит вторым слева.

### Брюссельская конференция по африканским делам 1889—1890
На Брюссельской конференции 1889—1890 годов Ф. Ф. Мартенс был назначен вторым уполномоченным Николая II. Причина проведения данной конференции заключалась в споре между бельгийским и английским правительством, по делам Африки и для установления общих мероприятий препятствующей торговле неграми. Мартенс проделывает титаническую работу по сути являясь единственным автором постановлений «Генерального акта» Брюссельской Конференции, за что удостаивается Офицерским крестом Бельгийского ордена Леопольда I, пожалованный ему королём Бельгии.

## Ф. Ф. Мартенс как международный арбитр
Одно из центральных мест в деятельности учёного занимает его участие в качестве арбитра в международном арбитраже. Он принимал участие во многих третейских разбирательствах, принесших ему огромный авторитет. В большинстве случаев эти споры касались значимых проблем для спорящих государств и решение по ним во многом серьёзно влияла на их внешнюю политику в целом и поведение на международной арене в частности.
Личный юрист английского короля Т. Е. Холланд (внук Томаса Эрскина), отзываясь о Ф. Ф. Мартенсе, писал: «Он был в настолько большом спросе как арбитр в международных спорах, что его в шутку называли Лорд-канцлером Европы». Кроме того, в ещё более ранних источниках американской литературы можно найти упоминание Ф. Ф. Мартенса как «главного судьи христианского мира».
В этой связи он имел непререкаемый авторитет по вопросам международного третейского суда и в России. К нему регулярно обращались за консультациями и разъяснениями высокопоставленные сотрудники Министерства иностранных дел, и в каждом разе он давал исчерпывающие разъяснения.
Началом международной арбитражной деятельности Ф. Ф. Мартенса можно считать 1891 год, когда Англия и Франция обратились к нему как к третейскому судье относительно их спора о правах рыбной ловли в прибрежных водах Ньюфаундленда. Кроме него в состав арбитражных судей входили французский юрист Альфонс Ривье и английский Громм. Однако рассмотрение дела не состоялось.
В 1892 году Великобритания и Соединённые Штаты Америки передали на рассмотрение третейского суда спор относительно правового регулирования рыболовства в Беринговом море. Арбитром был избран Ф. Ф. Мартенс. После годичного рассмотрения и изучения всех материалов дела, в 1893 году он вынес решение по данному спору, которое удовлетворило обе стороны в процессе.
Также Ф. Ф. Мартенс неоднократно избирался в качестве арбитра по спискам Постоянной палаты Третейского суда в Гааге. Так, в 1902 году по спискам Постоянной палаты третейского суда в Гааге Ф. Ф. Мартенс был избран одним из членов трибунала по спору между Мексикой и США. Данный спор касался Калифорнийских духовных фондов. А спустя два года, в 1904 году, был избран членом третейского трибунала, рассматривавшего спор между Венесуэлой и некоторыми европейскими странами.
Однако, наиболее значимыми в карьере учёного стали два спора — между Англией и Нидерландами и Англией и Венесуэлой.

### Спор между Англией и Нидерландами 1895

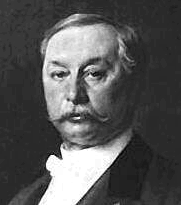
А. Б. Лобанов-Ростовский, министр иностранных дел Российской империи 1895—1896 годах

В мае 1895 года состоялось соглашение между Англией и Нидерландами о разбирательстве третейским судом дела об аресте нидерландскими властями в Макасаре английского подданного шкипера китобойного судна «Коста-Рика Пэкет» (Costa-Rica-Packet) Карпентера, при чём решено было обратиться к Императору Николаю II с просьбой назначить третейского судью. В июне 1895 года министр иностранных дел Российской империи Алексей Борисович Лобанов-Ростовский в докладе царю предложил кандидатуру Мартенса. В результате 31 августа он был назначен русским императором в качестве арбитра для разрешения этого спора. В результате рассмотрения дела 25 февраля 1897 года Ф. Ф. Мартенс постановил решение в пользу Англии, приговорив нидерландское правительство к уплате 8500 фунтов стерлингов с процентами и 250 фунтов стерлингов судебных издержек. Удовлетворенными остались обе стороны конфликта. В этом решении Мартенс впервые сформулировал принцип подсудности капитана за правонарушения в открытом море согласно закону флага судна.

### Спор между Англией и Венесуэлой
Одним из наиболее сложных и ярких третейских разбирательств в которых участвовал Ф. Ф. Мартенс стал спор между Англией и Венесуэлой 1899 года.
В конце XIX-го века Венесуэла объявила о своих претензиях на территорию Британской Гвианы западнее реки Эссекибо — после того, как там были обнаружены залежи золота и алмазов.
Речь шла об установлении границы между Венесуэлой и Британской Гвианой. Спорная территория простиралась на 50 тыс. квадратных миль. В феврале 1897 года между Англией и Венесуэлой был заключен договор, которым учреждался третейский суд для решения вопроса о границах между Британской Гвианой и Венесуэлой. С этой целью было избрано четыре судьи. Двое англичан — верховный судья Англии лорд Ч. А. Рассел и председатель высшего апелляционного суда Англии лорд Коллинз, и двое американцев — Верховный судья США М. В. Фуллер и член Верховного суда США Д. Дж. Брюэр.

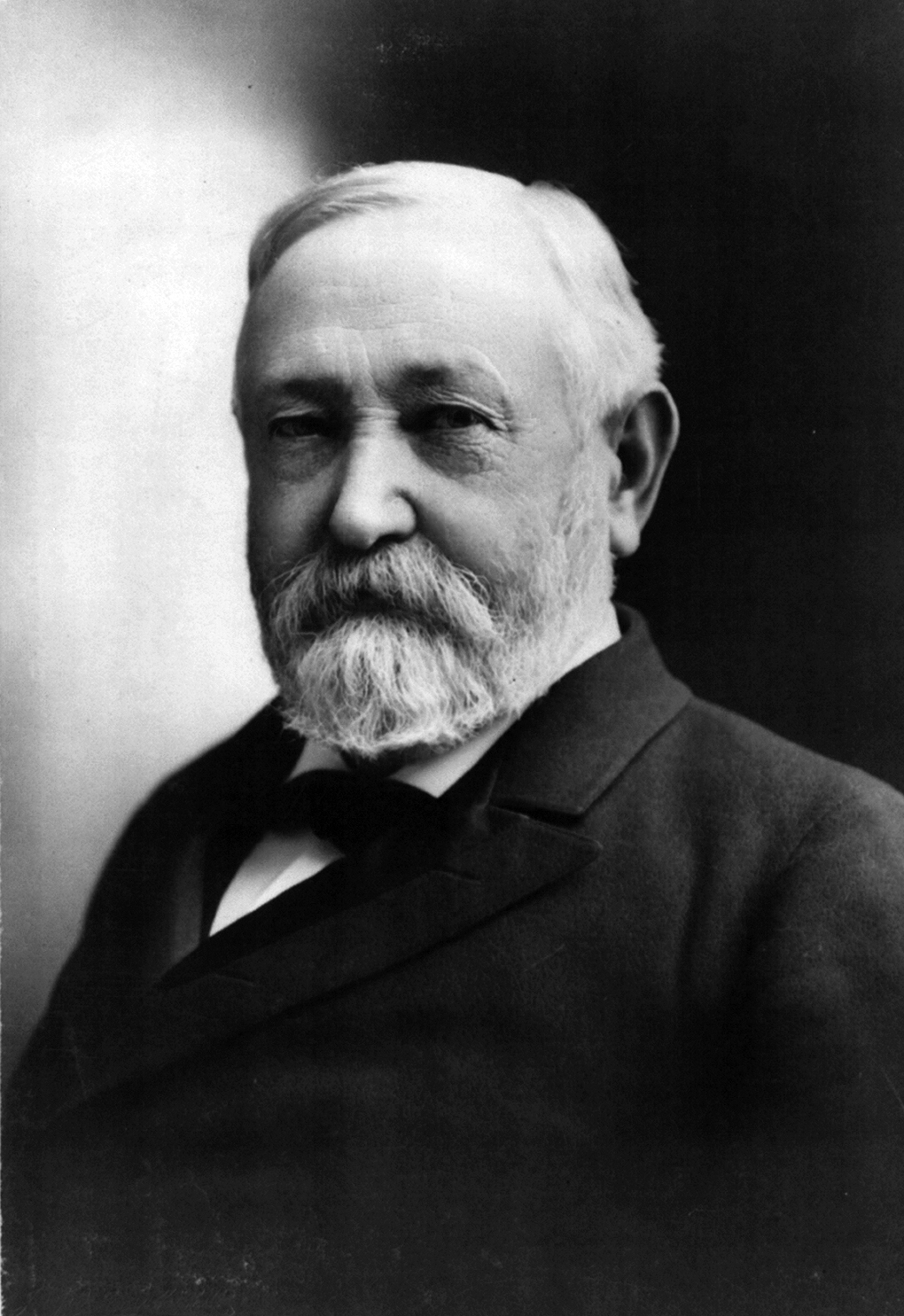
23-й Президент США Бенджамин Гаррисон

Единогласным решением всех четырёх судей председателем трибунала был избран Ф. Ф. Мартенс, который предложил суду составленный им регламент судопроизводства, принятый остальными членами суда. В дальнейшем эти правила были закреплены Гаагской конвенцией 1899 года «О мирном решении международных столкновений».
Это разбирательство характеризуется тем, что это первый случай, когда дело рассматривалось на основании составленного его председателем и одобренного всеми членами третейского суда регламента и устава судопроизводства. До этого случая международные третейские суды не имели практически никаких правил производства.
Интересы Англии защищали четыре английских юриста во главе с генеральным прокурором Р. Е. Уэбстером. Интересы Венесуэлы — четыре американца во главе с бывшим Президентом США Б. Гаррисоном. Местом проведения слушаний был избран Париж.
Заседания суда проходили с июня по сентябрь 1899 года, и в течение этого времени суд провел 54 заседания, рассмотрел 2650 документов и 3 октября постановил единогласное решение. По решению трибунала Англии отходило 90 % спорной территории, а Венесуэле 10 %, однако она получала стратегически важный район в устье реки Ориноко.
Мартенс отмечал сложность решения, спор которого уходил корнями в XVI век.

### Юридические заключения
Авторитет Ф. Ф. Мартенса в решении международных споров и конфликтов способствовал тому, что к нему обращались представители различных государств с целью составить юридическое заключение по тому или иному международному конфликту. Так, в 1892 году к нему обратилось правительство Греции с просьбой составить официальное юридическое заключение по спорному вопросу с Румынией. Суть конфликта заключалась в том, что после смерти греческого подданного по фамилии Цаппа, осталось богатое наследство, которое правительство Румынии отказалось возвращать. Ф. Ф. Мартенс в своем заключении отметил неправомерность действий румынских властей
Также Мартенс готовил заключения для Бельгии относительно ситуации вокруг реки Конго (1892 год), а также по спору китайского правительства с Северным телеграфным обществом в Копенгагене (1883 год).

## Увековечение памяти
Профессионализм учёного, а также его весомый вклад в развитие международно-правовой науки был признан юридической научной общественностью в виде присуждения его имени конкурсу по международному гуманитарному праву, учреждения премии им. Ф. Ф. Мартенса и проведения ежегодной научно-практической конференции по международному праву «Мартенсовские чтения».

### Конкурс имени Ф. Ф. Мартенса по международному гуманитарному праву
Идея проведения такого конкурса в России возникла в 1996 году и принадлежала представителям Международного Комитета Красного Креста (МККК) в Российской Федерации. Первый конкурс, который был назван именем Ф. Ф. Мартенса, состоялся в 1997 году, с тех пор было проведено уже 25 конкурсов, а в апреле 2025 года пройдет уже 26 конкурс.
Конкурс имени Ф. Ф. Мартенса заключается в соревновании команд студентов юридической специальности высших учебных заведений России и СНГ. При определении лучшей команды принимаются во внимание знание международного гуманитарного права, умение команды аргументировать свои утверждения и реагировать на ситуацию. По результатам Конкурса, жюри присуждает кубок имени Ф. Ф. Мартенса лучшей команде и приз лучшему оратору.
Устным раундам Конкурса предшествует отбор команд, который производится на основании письменных ответов на отборочные вопросы Конкурса.

### Премия за лучшие научные работы по международному праву
Также в честь Ф. Ф. Мартенса была учреждена премия за лучшие научные работы в области международного права и международных отношений. Данная премия была внесена в «Перечень международных, иностранных и российских премий за выдающиеся достижения в области науки и техники, образования, культуры, литературы, искусства и средств массовой информации, суммы которых, получаемые налогоплательщиками, не подлежат налогообложению» утверждённого Постановлением Правительства Российской Федерации от 6 февраля 2001 года № 89.

### «Мартенсовские чтения»
«Мартенсовские чтения» это международная научно-практическая конференция по международному гуманитарному праву. Организаторами этого мероприятия выступают Международный Комитет Красного Креста, Российская ассоциация международного права и Юридический факультет Санкт-Петербургского государственного университета. Научное сообщество юристов-международников из стран-участников СНГ рассматривает «Мартенсовские чтения» в качестве одного из главных событий года. В июне 2017 года состоялась двенадцатая по счету конференция «Мартенсовские чтения»

### Увековечение памяти Ф. Ф. Мартенса в Эстонии
В 2012 году одна из площадей эстонского города Пярну была названа именем Ф. Ф. Мартенса (Martensi väljak). Находящееся рядом с площадью здание бизнес-центра также носит имя Мартенса (Martensi maja).
Ещё до Второй мировой войны Ф. Ф. Мартенсу был присвоен титул почётного гражданина Пярну. В 2003 году на расположенном в центре Пярну банковском здании, построенном на месте дореволюционного железнодорожного вокзала, была установлена мемориальная доска Ф. Ф. Мартенсу. Именно с этого вокзала, по версии писателя Яана Кросса, Ф. Ф. Мартенс отправился в свою последнюю поездку. Эта гипотеза, однако, не нашла подтверждения.
Биография Фёдора Фёдоровича Мартенса легла в основу романа эстонского писателя Яана Кросса (Jaan Kross) «Уход профессора Мартенса» («Professor Martensi ärasõit», 1984).

## Научные труды
- О праве частной собственности во время войны / [Соч.] Ф. Мартенса. — Санкт-Петербург: печ. В. Головина, 1869. — [2], VIII, 455 с.
- О консулах и консульской юрисдикции на Востоке / [Соч.] Ф. Мартенса. — Санкт-Петербург: тип. М-ва пут. сообщ. (А. Бенке), 1873. — [2], VIII, 601 с.
- «Собрание трактатов и конвенций, заключённых Россией с иностранными державами» (Санкт-Петербург, с 1874 г.) на сайте «Руниверс»
- Восточная война и Брюссельская конференция. 1874—1878 гг. / [Соч.] Ф. Мартенса, проф. Спб. ун-та и чл. Ин-та междунар. права. — Санкт-Петербург: тип. М-ва пут. сообщ. (А. Бенке), 1879. — [6], VIII, 596, 46 с.
- Россия и Англия в Средней Азии / Ф. Ф. Мартенса; с изм. и доп. авт. пер. К. Ф. Таубе. — СПб.: Э. Гартье, 1880. — III, 91 с.
- Россия и Китай : историко-политическое исследование Ф. Ф. Мартенса, профессора Императорского С.-Петербургского университета и члена Института международного права / с изм. и доп. авт. ; пер. [с фр.] Владимир Телесницкий; [предисл.: В. Телесницкий]. — С.-Петербург : типография И. Габермана, 1881
- Современное международное право цивилизованных народов. — Санкт-Петербург, 1882—1883. (издание 5-е, 1904—1905 годы; переведено на немецкий, французский и испанский языки).
  - Том 1. — 1882. — 417 c. 
  - Том 2. — 1883. — 563 с.
- Дарданеллы, Босфор и Чёрное море в XVIII веке. Очерки дипломат. истории вост. вопроса. Соч. г. Ульяницкого. М. 1883 г. 8°, стр. 451 + Приложения стр. CCLX: Рец. проф. Имп. С.-Петерб. ун-та Ф. Ф. Мартенса. — [Санкт-Петербург]: тип. Имп. Акад. наук, ценз. 1886. — 16 с.
- Das Consularwesen und die Consularjurisdiction im Orient / von F. Martens; mit Ergänzungen des Autors übers. von H. Skerst. — Berlin: Weidmann, 1874. — VI, 594 с.
- «La Russie et l’Angleterre dans l’Asie Centrale» (1879; переведён на русский, английский и немецкий языки)
- «La conflit entre la Russie et la Chine» (1882)
- «La question egyptienne» (1883)

## Награды

### Почётные степени, членство в научных обществах

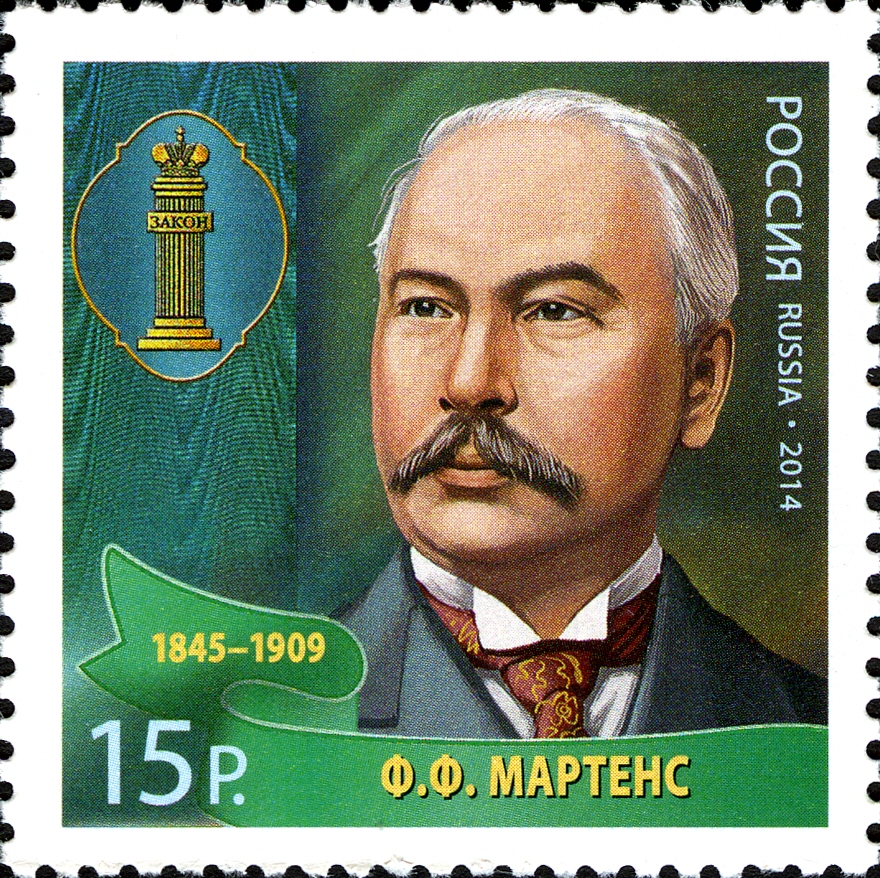
почтовая марка России

- Заслуженный ординарный профессор Императорского Санкт-Петербургского университета
- Иностранный член французской Академии моральных и политических наук (1900)
- Член-корреспондент Петербургской академии наук (1908)[33]
- Почётный доктор права (Doctor of Laws) Эдинбургского университета (1884) и Кембриджского университета (1895)
- Член Королевской академии наук и искусств Бельгии
- Почётный член Новороссийского университета (1895)

### Факты
- Герб рода Фёдора Мартенса внесён в Часть 14 Общего гербовника дворянских родов Всероссийской империи, стр. 164.
- Фёдор Мартенс был официальным оппонентом на защите диссертации А. Н. Мандельштама.
- Фёдор Мартенс восемь раз выдвигался на Нобелевскую премию мира.